# Andras Podpinka
Andras Podpinka (* 16. April 1968 in Budapest) ist ein in Ungarn geborener belgischer Tischtennis-Nationalspieler. Er gewann bei der Weltmeisterschaft 2001 mit der belgischen Mannschaft Silber. In den 1990er Jahren spielte er in der deutschen Bundesliga.

## Werdegang
Andras Podpinka wurde 1968 in Ungarn geboren. Er begann mit dem Tischtennissport bei dem Verein Spartacus Budapest, später wechselte er zu FÖV Vizmüvek. Bereits 1985 nahm er unter der Flagge Ungarns an der Weltmeisterschaft für Erwachsene in Göteborg teil.
1985 emigrierte er nach Belgien und nahm die belgische Staatsbürgerschaft an. Somit war er für Belgien international spielberechtigt. Nach einem einjährigen Gastspiel beim niederländischen Verein TTV Avanti Hazerswoude wechselte er zum belgischen Klub Royal Villette Charleroi.
Von 1989 bis 2001 nahm Andras Podpinka an weiteren sieben Weltmeisterschaften, diesmal für Belgien, teil. Dabei erreichte er Weltmeisterschaft 2001 im Mannschaftswettbewerb das Endspiel, das gegen China verloren ging.
1989 wurde er vom deutschen Bundesligaverein ATSV Saarbrücken verpflichtet. Im August 1989 erhielt er (zusätzlich zur belgischen) die deutsche Staatsbürgerschaft, wodurch die Saarbrücker Mannschaft fortan einen Ausländerplatz „einsparte“. 1991 kehrte er nach einem „Verwirrspiel“ wegen ungeklärter Vertragslage zu Royal Villette Charleroi zurück. Mit diesem Klub wurde er zweimal belgischer Mannschaftsmeister, ehe er sich 1993 dem TTC Zugbrücke Grenzau anschloss und mit diesem 1994 Deutscher Meister wurde. 1997 wechselte er zum Zweitbundesligisten VfB Lübeck und verhalf diesem zum Aufstieg.
Die weiteren Vereinsstationen sind
- 1998–2000 Wolkersdorf-St. / später SVS Niederösterreich  (Österreich)
- 2000–2002 DJK Offenburg[8]
- 2002–2004 Immo Mortsel (Belgien)[9]
- 2004–2005 Kecskeméti Spartacus (Ungarn)
- 2005–2006 Ceglédi VSE (Ungarn)
- 2006–???? UTTC Raiffeisen Kennelbach (Österreich)   xxx  STTV tt-Rundschau 0607-10 xxx
- ????–2009 CVSE Celldömölk (Ungarn)
- 2009–2011 TV Hilpoltstein, 2. Bundesliga Süd[10]
- 2011–heute SC Fürstenfeldbruck, 2. Bundesliga

## Privat
Andras Podpinka ist ein Neffe des ungarischen Tischtennisspielers Tibor Klampár. Sein Bruder Gabor spielte Mitte der 1990er Jahre ebenfalls für den TTC Zugbrücke Grenzau. Mit seiner Lebensgefährtin hat er eine Tochter.

## Turnierergebnisse
| Verband | Veranstaltung       | Jahr | Ort          | Land | Einzel        | Doppel    | Mixed        | Team |
| ------- | ------------------- | ---- | ------------ | ---- | ------------- | --------- | ------------ | ---- |
| BEL     | Europameisterschaft | 1994 | Birmingham   | ENG  | letzte 16     |           |              |      |
| BEL     | Pro Tour            | 2002 | Wels         | AUT  | letzte 64     |           |              |      |
| BEL     | Pro Tour            | 2001 | Bayreuth     | GER  | letzte 64     |           |              |      |
| BEL     | Pro Tour            | 2000 | Zagreb       | HRV  | letzte 32     | Rd 1      |              |      |
| BEL     | Pro Tour            | 1999 | Linz/Wels    | AUT  | Rd 1          | Rd 1      |              |      |
| BEL     | Pro Tour            | 1998 | Sundsvall    | SWE  | letzte 32     |           |              |      |
| BEL     | Pro Tour            | 1998 | Courmayeur   | ITA  | Rd 1          |           |              |      |
| BEL     | Pro Tour            | 1997 | Kalmar       | SWE  | letzte 16     |           |              |      |
| BEL     | Pro Tour            | 1997 | Zhuhai       | CHN  | Rd 1          |           |              |      |
| BEL     | Pro Tour            | 1997 | Chiba        | JPN  | letzte 16     |           |              |      |
| BEL     | Pro Tour            | 1997 | Doha         | QAT  | letzte 16     | Rd 1      |              |      |
| BEL     | Weltmeisterschaft   | 2001 | Osaka        | JPN  | letzte 64     | Scratched | letzte 128   | 2    |
| BEL     | Weltmeisterschaft   | 2000 | Kuala Lumpur | MAS  |               |           |              | 9–12 |
| BEL     | Weltmeisterschaft   | 1999 | Eindhoven    | NED  | letzte 128    | letzte 32 | keine Teiln. |      |
| BEL     | Weltmeisterschaft   | 1997 | Manchester   | ENG  | letzte 64     | letzte 32 | keine Teiln. | 8    |
| BEL     | Weltmeisterschaft   | 1995 | Tianjin      | CHN  | letzte 64     | letzte 64 | keine Teiln. | 8    |
| BEL     | Weltmeisterschaft   | 1993 | Göteborg     | SWE  | Viertelfinale | letzte 64 | keine Teiln. | 6    |
| BEL     | Weltmeisterschaft   | 1989 | Dortmund     | FRG  | letzte 128    | letzte 64 | Qual         | 11   |
| HUN     | Weltmeisterschaft   | 1985 | Göteborg     | SWE  | letzte 32     | Qual      | letzte 64    | 13   |
| BEL     | WTC-World Team Cup  | 1995 | Atlanta      | USA  |               |           |              | 9    |
| BEL     | WTC-World Team Cup  | 1994 | Nimes        | FRA  |               |           |              | 3    |